# Coinbase
Coinbase Inc. es una plataforma de comercio de criptomonedas con sede en San Francisco, California, que ofrece servicios de intercambio entre criptomonedas y monedas fiduciarias en alrededor de 32 países, así como almacenamiento y gestión de activos digitales en 190 países en todo el mundo.
Entre las monedas soportadas por esta plataforma están Bitcoin, Bitcoin Cash, Ethereum, Ethereum Classic, Litecoin, Dogecoin, Zcash, Shiba Inu, entre muchas otras. Actualmente la compañía cotiza en la bolsa de NY, aprovechando el frenesí por los activos digitales.

## Historia
Coinbase fue fundada en junio de 2012 por Brian Armstrong y Fred Ehrsam. El cofundador de Blockchain.info, Ben Reeves, fue parte del equipo fundador original, pero más tarde se separó de Armstrong debido a una diferencia en cómo debería funcionar la billetera Coinbase. El equipo fundador restante se inscribió en el programa de lanzamiento de inicio de Y Combinator de verano de 2012. En octubre de 2012, la compañía lanzó los servicios para comprar y vender bitcoin a través de transferencias bancarias. En mayo de 2013, la empresa recibió una inversión de la Serie A por valor de 5 millones de dólares, liderada por Fred Wilson, de la firma de capital de riesgo Union Square Ventures. En diciembre de 2013, la compañía recibió una inversión de US $ 25 millones, de las firmas de capital de riesgo Andreessen Horowitz, Union Square Ventures (USV) y Ribbit Capital.
En 2014, la compañía creció a un millón de usuarios, adquirió el servicio blockchain explorer Blockr y la compañía de marcadores web Kippt, aseguró un seguro que cubre el valor de bitcoin almacenado en sus servidores y lanzó el sistema de almacenamiento seguro de bitcoin. A lo largo de 2014, la compañía también se asoció con Overstock, Dell, Expedia, Dish Network y Time Inc. para potenciar la aceptación de los pagos de bitcoin. La compañía también agregó capacidades de procesamiento de pago de bitcoin a las compañías de pago tradicionales Stripe, Braintree y PayPal.
En enero de 2015, la compañía recibió una inversión de US$ 75 millones, liderada por Draper Fisher Jurvetson, la Bolsa de Nueva York, USAA y varios bancos. Más tarde en enero, la compañía lanzó un intercambio de bitcoins basado en los EE. UU. Para comerciantes profesionales llamado Coinbase Exchange. Coinbase comenzó a ofrecer servicios en Canadá en 2015, pero en julio de 2016, Coinbase anunció que detendría los servicios en agosto luego del cierre de su proveedor canadiense de servicios de pagos en línea Vogogo.
En mayo de 2016, la compañía cambió el nombre de Coinbase Exchange, cambiando el nombre a Global Digital Asset Exchange (GDAX) y ofreciendo Ether, el token de valor de Ethereum, para su comercialización a profesionales, y en julio de 2016, agregaron soporte minorista para Ether.
En enero y luego en marzo de 2017, Coinbase obtuvo BitLicense y obtuvo la licencia para operar en Ethereum y Litecoin del Departamento de Servicios Financieros del Estado de Nueva York (DFS). En noviembre de 2017, el servicio de impuestos internos de EE. UU ordenó a Coinbase que informara a los usuarios que tenían al menos $ 20 000 en transacciones en un año.
El 23 de febrero de 2018, Coinbase informó a los 13,000 clientes afectados que la compañía proporcionaría su ID de contribuyente, nombre, fecha de nacimiento, dirección y registros de transacciones históricas del 2013-2015 al IRS dentro de los 21 días.
El 16 de mayo de 2018, Coinbase Ventures anunció su primera inversión en Compound Labs, una start-up que construye contratos inteligentes de Ethereum similares a los mercados monetarios.
El 23 de octubre de 2018, Coinbase anunció la inauguración de un servicio de custodia para sus clientes. Su objetivo es brindar un servicio especializado de administración de activos digitales.

## Productos
Ether y Litecoin orientado al usuario para moneda fiduciaria. También ofrece una API para desarrolladores y comerciantes para crear aplicaciones y aceptar pagos en ambas monedas digitales. A partir de 2018, la compañía ofreció funciones de compra/venta en 32 países, mientras que la cartera de criptomonedas estaba disponible en 190 países en todo el mundo. El 26 de marzo de 2018, Coinbase anunció su intención de agregar soporte para tokens ERC20.

## Polémicas
El 19 de diciembre de 2017, la plataforma Coinbase incorporó la cotización de Bitcoin Cash, lo que provocó inusuales fluctuaciones de precios. Estas irregularidades suscitaron sospechas de posible uso de información privilegiada, lo que derivó en una investigación interna por parte de la empresa.
En marzo de 2018, el medio Quartz informó que el número de quejas mensuales de clientes contra Coinbase se había duplicado en enero de ese año, alcanzando las 889 denuncias. Estas cifras, obtenidas de la Oficina de Protección Financiera del Consumidor de Estados Unidos, señalaban como motivo principal que "el dinero no estaba disponible cuando se lo prometieron".
Una de las críticas recurrentes hacia la plataforma ha sido la suspensión repentina de cuentas, bajo el mensaje de estar "en revisión", sin ofrecer respuestas claras a los usuarios. Numerosos reportes señalan que los intentos de contacto con el servicio de atención al cliente reciben únicamente respuestas automáticas, generando frustración entre los afectados.
En junio de 2022, la compañía anunció el despido de aproximadamente 1.100 empleados, lo que representó cerca del 18 % de su plantilla. Esta decisión fue interpretada como una señal del cambio brusco en la situación financiera de Coinbase, que pocos meses antes había realizado una fuerte campaña publicitaria durante el Super Bowl y emprendido una expansión masiva de su personal.